# Bahnhof Tartu

Der Bahnhof Tartu ist der Bahnhof der estnischen Universitätsstadt Tartu (Kreis Tartu). Er liegt an den Bahnstrecken Tapa–Tartu, Tartu–Valga und Tartu–Koidula. Er wird von Eesti Raudtee betrieben und verfügt über zwei Bahnsteige, die 257 bzw. 150 m lang sind.
Der Bahnhof wurde im Jahr 1876 außerhalb der damaligen Stadtgrenze gebaut.

## Infrastruktur
Das Hauptgebäude, mit einer damals üblichen Fassade, besteht aus drei Teilen und hat ein Kreuz-Satteldach. Neben dem Bahnhof befinden sich Lagerräume, ein Bahndepot, ein Wasserturm und zwei Wohnhäuser für Bahnangestellte.
In den 2000er Jahren wurde das Gebäude unter der Federführung des Architekten Aivar Roosaar Schritt für Schritt restauriert.
Es verkehren innerestnische Züge der Bahngesellschaft Elron. Darüber hinaus besteht seit 2025 eine Zugverbindung in das lettische Riga und in das litauische Vilnius; vorerst mit Umstieg im Bahnhof Valga.
Neben dem Bahnhof Tartu befinden sich im Süden der Stadt die Haltepunkte Aardla und Kirsi, die nah beieinander liegen.